# Gymnogobius petschiliensis
Gymnogobius petschiliensis és una espècie de peix de la família dels gòbids i de l'ordre dels perciformes.

## Morfologia
- Els mascles poden assolir 8 cm de longitud total.[3][4]

## Hàbitat
És un peix de clima temperat i demersal.

## Distribució geogràfica
Es troba a Àsia: la Xina, el Japó i la Península de Corea.

## Observacions
És inofensiu per als humans.